# باشگاه فوتبال ووتون بلو کراس
باشگاه فوتبال ووتون بلو کراس (به انگلیسی: Wootton Blue Cross Football Club) یک باشگاه فوتبال در شهر ووتون، کشور انگلستان است که در سال ۱۸۸۷ میلادی تأسیس شده‌است.